# Weidenblättrige Birne
Die Weidenblättrige Birne (Pyrus salicifolia) ist eine Art der Gattung Birnen (Pyrus) in der Unterfamilie der Kernobstgewächse (Pyrinae) innerhalb der Familie der Rosengewächse (Rosaceae).

## Beschreibung
Es ist ein kleiner, sommergrüner Baum, der Wuchshöhen bis zehn Meter erreicht. Die Triebe sind mit Dornen besetzt. Er besitzt graufilzige, sehr kurz gestielte, weidenähnliche Laubblätter. Die Breite der Blätter beträgt bis zwei Zentimeter, ist aber variabel: Kuthatheladze beschrieb eine Varietät angustifolia mit nur 0,3 bis 0,5 Zentimeter breiten Blättern.
Die Früchte können birnenförmig oder kugelig sein, sie sind behaart und messen 1,5 bis zwei Zentimeter Durchmesser.
Die Chromosomenzahl beträgt 2n = 34.
Ähnliche Arten sind Pyrus medvedevii und Pyrus sachokiana.

## Verbreitung
Die Heimat der Weidenblättrigen Birne ist hauptsächlich der südliche Kaukasus, im Nordosten auch dessen Vorland, ebenso der Transkaukasus, nach Südosten wird noch der Iran erreicht, nach Südwesten noch die Türkei. Sie besiedelt Höhenlagen von 300 bis 1800 Meter.
Die Standorte sind lichte Stellen in trockenen Wäldern, an schottrigen und felsigen Hängen.

## Verwendung
Die Weidenblättrige Birne ist seit 1780 in Kultur und wird gelegentlich als Ziergehölz genutzt. Häufig wird die Sorte 'Pendula' mit hängendem Wuchs angeboten.
Innerhalb ihres Verbreitungsgebietes wird sie als Unterlage für Kultur-Birnen genutzt, da sie Trockenheit und Kälte gut aushält. Die Früchte kommen manchmal unter der Bezeichnung „nanto“ in den Handel.